# Wild Energy
Wild Energy è un album in studio della cantautrice ucraina Ruslana, pubblicato nel 2008.

## Tracce
1. Wild Energy (Ruslana, Roman Bokarev, Mikhail Mishensky, Charles Funk) - 4:00
2. Moon of Dreams (featuring T-Pain) (Ruslana, Roman Bokarev, Mikhail Mishensky, Faheem Najm) - 4:16
3. New Energy Generation (Ruslana, Roman Bokarev, Mikhail Mishensky) - 3:24
4. The Girl That Rules (featuring Missy Elliott) (Ruslana, Roman Bokarev, Mikhail Mishensky, Missy Elliott) - 3:16
5. I'll Follow the Night (Ruslana, Roman Bokarev, Mikhail Mishensky) - 4:00
6. Silent Angel (Roman Bokarev, Mikhail Mishensky) - 3:40
7. Dancing in the Sky (Roman Bokarev, Mikhail Mishensky) - 3:45
8. Heaven Never Makes us Fall (Ruslana, Roman Bokarev, Mikhail Mishensky) - 3:38
9. Cry It Out (Roman Bokarev, Mikhail Mishensky) - 3:19
10. Overground (Roman Bokarev, Mikhail Mishensky) - 3:03
11. Heart on Fire (Ruslana) - 3:35
12. Energy of Love (Ruslana, Roman Bokarev, Mikhail Mishensky) - 3:37